# 高橋博史

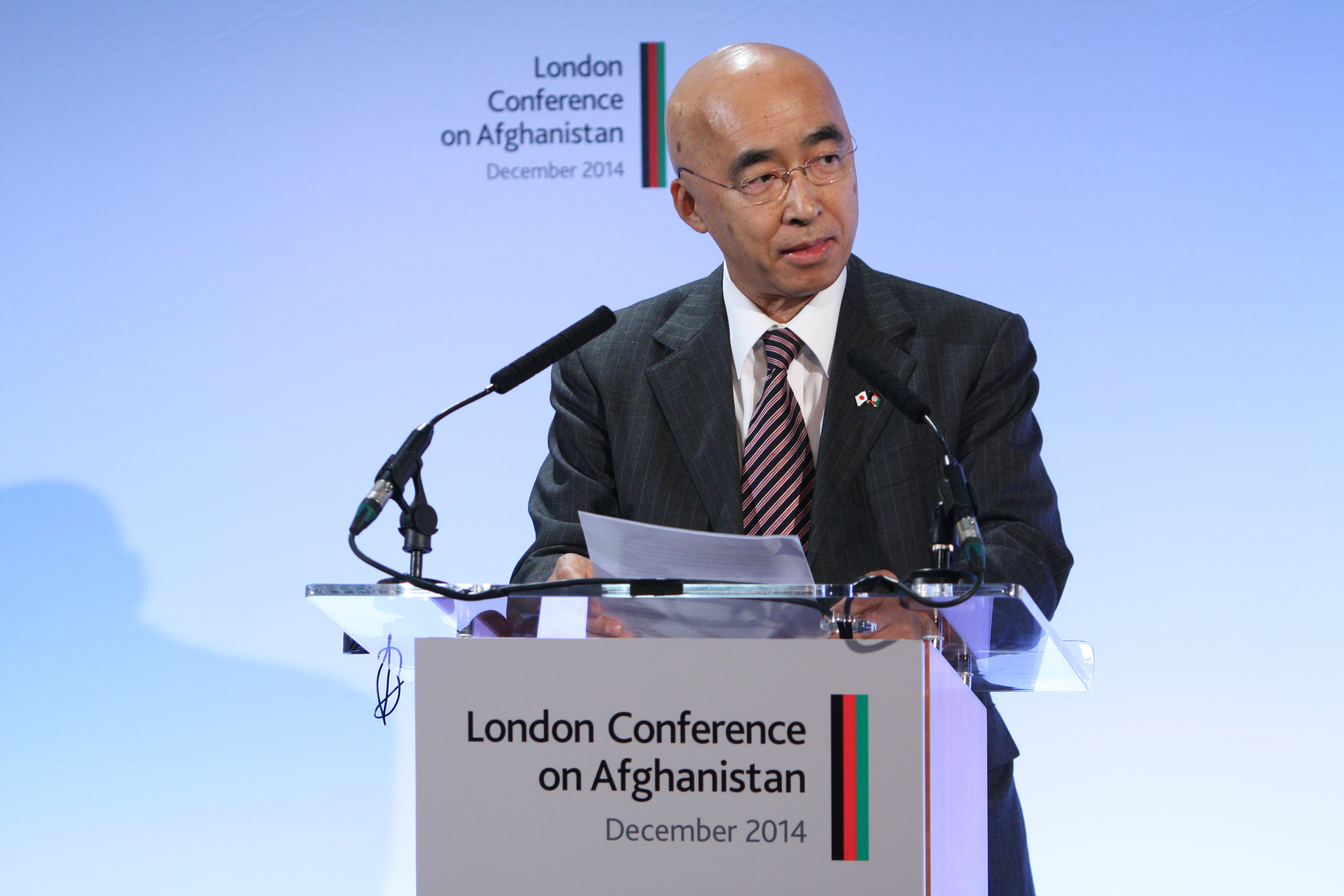
在アフガニスタン大使在任中の高橋博史（2014年）

髙橋 博史（たかはし ひろし、1949年 - ）は、日本の外交官。アフガニスタン特命全権大使や、外務省参与を経て、国際連合食糧農業機関コンサルタント、拓殖大学客員教授。

## 経歴
- 1949年（昭和24年）　福島県浪江町生まれ[2]。
- 1974年（昭和49年）　拓殖大学政経学部政治学科卒業[3][2]。大学同期に沼田幹男ミャンマー大使。
その後、アフガニスタンのカーブル大学でダリー語を学び卒業し、ロンドン大学の東洋アフリカ研究学院で中東研究を続けた[2]。
- 1988年（昭和63年）　パキスタン大使館専門調査員として2年間勤務[2]。
- 1989年 上智大学大学院外国語学研究科修士課程修了、国際関係論の修士号を取得。
- 1990年（平成2年）　外務省入省[4]。
- 1996年まで 外務省中近東アフリカ局中近東二課課長補佐[5]。
- 1996年10月 - 1998年6月 国際連合アフガニスタン特別ミッション政務官。
- 1999年 キルギス日本人誘拐事件に、在ウズベキスタン日本国大使館参事官として対応。
- 2000年10月 - 2001年11月 国際連合タジキスタン和平構築事務所（国際連合タジキスタン監視団が前身）次席代表（上級政務官）。
- 2001年 在ウズベキスタン日本国大使館一等書記官（公使）
- 2002年2月 国連アフガニスタン支援ミッション首席政治顧問（アフガニスタン問題担当国際連合事務総長特別代表首席政治顧問）。
- 2002年9月 在アメリカ合衆国日本国大使館一等書記官、ネブラスカ大学アフガニスタン研究センター研究員（中間研修として）。
- 2003年1月　第一回川口賞受賞（表彰理由：アフガニスタン専門家として国際的にも高い評価を受けるに到るなど顕著な功績）。[6]
- 2003年8月 在ウズベキスタン日本国大使館一等書記官。兼在タジキスタン日本国大使館。
- 2004年 在ウズベキスタン日本国大使館公使。
- 2005年 在タジキスタン日本国大使館臨時代理大使。
- 2008年5月 外務省国際情報統括官組織第二国際情報官室情報分析官。
- 2011年（平成23年）9月　国際情報統括官付国際情報官（第二国際情報官室担当）[4][7]。
- 2012年（平成24年）9月　駐アフガニスタン特命全権大使[4]。
- 2016年（平成28年）11月　外務省参与[8]。
- 2017年（平成29年）4月　国際連合食糧農業機関コンサルタント[9][10]。

## 同期入省
- 岡田勝（在中国大使秘書）